# Давид (Перович)
Митрополит Дави́д (в миру Мирослав Перович, серб. Мирослав Перовић; 17 июля 1953, Джураковац, Метохия, Косово и Метохия) — епископ Сербской православной церкви, митрополит Крушевацкий.

## Биография
Начальную школу посещал в Истоке, Джураковце и Печи. В 1972 году окончил гимназию в Печи.
В 1972—1976 годах обучался на филологическом факультете Белградского университета, а также кинематографии и телевизионной режиссуре в Академии театра, кинематографа, радио и телевидения в Белграде. С 1977 по 1983 год обучался богословию на богословском факультете Белградского университета.
В 1983 году принял монашеский постриг и диаконское рукоположение в монастыре Высокие Дечаны.
В 1983—1989 годах преподавал в Духовной семинарии Трёх Святителей при монастыре Крка и в Призренской духовной семинарии.
В 1989—1994 годах подготовил докторскую диссертацию на тему единения со Святым Духом по учению святого Василия Великого в классе патролога Стилианоса Пападопулоса на богословском факультете Афинского университета. Как ассистент, а затем как доцент, преподавал христианскую нравственность (с аскетикой) и аскетическое богословие на богословском факультете Белградского университета с 1995 до 2010 года.
В 1995—1997 годах преподавал догматику и нравственность в Србиньской духовной академии Святого Василия Острожского.
В 1995—1997 годах изучал французскую филологию в Сорбонне и 1999 году — во Французском языковом союзе в Париже.
В 1999 году начал докторский труд на тему христологии святого Максима Исповедника на основе Писем XII—XV и XIX в Школе высших исследований при Сорбонне, в классе профессора патролога Алена Лё-Буллюэка.
Участвовал в миссии для приёма в Сербскую церковь старостильников-окситанцев в Гаскони и в переговорах с некоторыми французскими членами Французской православной католической церкви по поводу их принятия в Западноевропейскую епархию Сербской церкви.
В 2002 году защитил докторский труд на тему о пневматологии святого Василия Великого на Белградском богословском факультете и в том же году был назначен доцентом на кафедре христианской нравственности (с аскетикой). С 2005 по 2007 год также состоял лектором на кафедре аскетического богословия (общий курс).
8 мая 2011 года в храме апостола Марка в Белграде был рукоположён патриархом Сербским Иринеем в сан иеродиакона.
Решением прошедшего 16—26 мая 2011 года Архиерейского собора Сербской церкви был избран первым епископом новосозданной Крушевацкой епархии.
2 июня патриархом Сербским Иринеем рукоположён в сан иеромонаха в Вознесенской церкви в Белграде. 12 июля патриархом Иринеем возведён в сан протосинкелла в церкви Святых апостолов Петра и Павла у Топчидере. 17 июля патриархом Иринеем возведён в сан архимандрита в храме Святого Апостола Луки на Кошутняке.
23 июля 2011 года в соборном храме Великомученика Георгия в Крушеваце состоялось его наречение во епископа. 24 июля в том же храме был рукоположён во епископа Крушевацкого. Хиротонию совершили патриарх Сербский Ириней, архиепископ Охридский Иоанн (Вранишковский), митрополит Черногорский Амфилохий (Радович), епископ Тимокский Иустин (Стефанович), епископ Шумадийский Иоанн (Младенович), епископ Бранический Игнатий (Мидич), епископ Далматинский Фотий (Сладоевич) и епископ Рашско-Призренский Феодосий (Шибалич). В тот же день там же состоялось его настолование.